# 샬롯의 거미줄 (2006년 영화)
샬롯의 거미줄(영어: Charlotte's Web)는 2006년에 발표된 영화로 개리 위닉이 감독했다. 영화는 엘윈 브룩스 화이트의 동화에 감성이 풍부한 돼지 윌버와 영리한 회색 거미 샬롯의 우정을 다루고 있다. 미국에서는 2006년 12월 15일, 대한민국에서는 2007년 2월 7일에 개봉하였다. 한국어 태그라인은 "온 세상을 빛낼 행복한 기적이 시작됩니다!"이었다.

## 등장인물
- 펀 에라블 - 다코타 패닝
- 샬롯(목소리) - 줄리아 로버츠
- 거시(목소리) - 오프라 윈프리
- 탬플톤(목소리) - 스티브 부세미
- 빗시(목소리) - 캐시 베이츠

## 리뷰
《샬롯의 거미줄》은 로튼 토마토의 139개의 리뷰를 바탕으로 열렬한 호평을 받았는데, 총 78%의 신선도 평가를 받았으며, 6.9/10의 가중 평균 점수를 받았다..

## 수록곡
1. "Ordinary Miracle"
2. "Wilbur's Lullaby"
3. "A Place in the Sun"